# Ржезач, Иржи
Иржи Ржезач (чеш. Jiří Řezáč; 9 февраля 1928, Обденице, — 10 февраля 1955, Прага) — чехословацкий антикоммунист, основатель подпольной организации Чёрный лев 777. Организовывал антиправительственные акции, включая вооружённые нападения на функционеров КПЧ, принимал в них личное участие. Арестован органами госбезопасности, приговорён к смертной казни и повешен. Частично реабилитирован и посмертно амнистирован после Бархатной революции.

## Происхождение, взгляды, работа
Родился в чешской крестьянской семье из деревни района Пршибрам. Йозеф Ржезач, отец Иржи Ржезача, одно время был деревенским старостой. С детства Иржи помогал родителям в работе. Получил лишь начальное образование. Воспитывался в духе патриархальных традиций, патриотизма и католицизма. В юности прислуживал в церкви. С детства Иржи обнаруживал выраженные лидерские качества. С 1947 Иржи Ржезач состоял в Ассоциации католической молодёжи.
Прошёл срочную службу в чехословацкой армии. После демобилизации был служащим сельхозуправления в Милевско и местным уполномоченным МВД. Затем работал матросом речного флота на чехословацком участке навигации Лаба—Одра.
Иржи Ржезач подавал заявление о приёме в Компартию Чехословакии (КПЧ). Однако кандидат был отклонён в силу идеологической неблагонадёжности.

## Лидер «Чёрного льва 777»

### Создание организации
После февральского переворота 1948 и установления монопольной власти КПЧ Иржи Ржезач проникся яростным антикоммунизмом. Он был убеждённым противником партийной диктатуры и репрессий, принудительной коллективизации, преследований церкви и католических организаций. Оптимальным способом сопротивления Ржезач посчитал вооружённую борьбу.
В апреле 1949 Иржи Ржезач и двое его друзей — крестьянин Ярослав Сиротек (муж двоюродной сестры Ржезача) и рабочий Богумил Шима — создали подпольную вооружённую подпольную группу Чёрный лев 777 — Černý lev 777. Учредительное собрание организации состоялось в селе Нехвалице (район Пршибрам Среднечешского края). К основателям примкнули служащий крестьянского происхождения Иржи Долиста, мастер взрывных работ Карел Котера, крестьянин Йозеф Новак, торговец охотничьим оружием Ладислав Шимек.
Огнестрельное оружие и боеприпасы добывалось различными способами, в том числе шантажом и отъёмом у незаконных владельцев. Несколько стволов со времён войны хранил у себя Сиротек. Шима предоставил в распоряжение организации мотоцикл и взрывчатку.

### Действия организации
Иржи Ржезач и его соратники совершили несколько взрывов и нападений на местных функционеров КПЧ и силовых структур. В этих акциях Ржезач принимал руководящее личное участие. В мае 1949 года он вместе с Сиротеком организовал диверсию на линии электропередач в Нехвалице. Затем они обстреляли партийного секретаря Нехвалице Станислава Чихака. 2 июня они устроили взрыв комитета КПЧ в Седльчани. Эти акции не повлекли человеческих жертв.
14 мая 1950 активисты «Чёрного льва 777» под командованием Ржезача атаковали здание комитета КПЧ в Милевско (район Писек Южночешского края). Были использованы взрывное устройство и коктейль Молотова. Погиб охранник из Корпуса национальной безопасности (SNB) Йозеф Скоповый, здание полностью разрушено.
Имея возможность посещать в ходе плаваний Западную Германию, Ржезач планировал установить связь с эмигрантскими организациями и западными спецслужбами и с их помощью расширить деятельность. С этой целью активно посещал гамбургские пивбары (особые надежды, как потом отмечалось, возлагал на рыжеволосых женщин). Однако оперативного эффекта эти попытки не имели.
Иржи Ржезач был основным автором распространённых в округе антикоммунистических листовок.
Действия группы Иржи Ржезача вызывали серьёзную тревогу в аппарате КПЧ и чехословацкой госбезопасности. Населению была продемонстрирована возможность активного сопротивления. Фиксировался рост соответствующих настроений. Отмечалась также неспособность властей справиться с небольшой повстанческой организацией.

## Арест, суд, казнь
На ликвидацию «Чёрного льва 777» были брошены значительные силы службы госбезопасности StB и SNB. В начале 1954 агенты госбезопасности выявили контакты Богумила Шимы с крестьянином Франтишеком Пешичкой. Пешичка неосторожно рассказал своей подруге Здене Ржезачовой (однофамилица Иржи), что знает, кто атаковал КПЧ в Милевско. Здена Ржезачова служила секретаршей в подразделении SNB и сразу проинформировала начальство. С помощью внештатных осведомителей StB установила плотное наблюдение. 3 июля 1954 года начались аресты членов организации. Последним — 5 июля — был арестован Иржи Ржезач.
Суд над Иржи Ржезачем и его соратниками состоялся в Милевско 25—26 октября 1954 года. Процесс проводился в публичном режиме. Подсудимые обвинялись в антигосударственной деятельности, шпионаже, терактах, покушениях, а Ржезач и Сиротек — особо в убийстве Скопового. Ржезач рассматривался как инициатор создания и руководитель группировки.
Иржи Ржезач, Ярослав Сиротек и Богумил Шима были приговорены к смертной казни, остальные члены организации — к длительному тюремному заключению. Ржезач подал апелляцию в Верховный суд, затем прошение о помиловании на имя президента Антонина Запотоцкого. Оба обращения были отклонены. 10 февраля 1955 Иржи Ржезач был доставлен в Прагу и казнён через повешение в тюрьме Панкрац.

## Реабилитация, амнистия, память
Первая попытка реабилитации членов «Чёрного льва 777» была предпринята в 1968 во время Пражской весны. Однако в январе 1970 суд Ческе-Будеёвице отказал в этом и оставил приговоры в силе.
Реабилитация состоялась только после Бархатной революции 1989. Согласно действующему законодательству Чехии, коммунистический режим 1948—1989 считается преступным, сопротивление ему — законным и достойным уважения.
Однако в случае Иржи Ржезача чешская юстиция поступила двойственно. Смертный приговор отменён как политически мотивированный. В то же время, Ржезач задним числом приговорён к трём годам тюрьмы за действия, признанные уголовными преступлениями.
В мае 1997 суд Ческе-Будеёвице вынес вердикт о применении к членам организации «Чёрный лев 777» положений широкой амнистии, объявленной президентом Вацлавом Гавелом 1 января 1990. Все обвинения были сняты, приговор окончательно аннулирован — но в порядке амнистии, а не полной реабилитации.
Имена Иржи Ржезача, Ярослава Сиротека и Богумила Шимы высечены на бронзовой мемориальной доске, установленной 10 февраля 1995 на памятнике у костёла в Обденице — в память «Чёрного льва 777».

## Семья
В январе 1954 года, незадолго до ареста, Иржи Ржезач женился на Миладе Новаковой. Дочь Милуше родилась, когда Иржи уже находился в тюрьме. Милуше Брабникова (Ржезачова) считает своего отца героем и активно добивается его полной реабилитации.